# II. Assur-uballit
II. Assur-uballit (uralkodott Kr. e. 611 – Kr. e. 609) az Újasszír Birodalom utolsó uralkodója volt.
Kr. e. 612-ben a médek és a Nabú-apal-uszur vezette újbabiloni erők bevették és elpusztították az Asszír Birodalom fővárosát, Ninivét. Az utolsó törvényes király, Szín-sar-iskun a palota lángjai közé vetette magát. A csapást a birodalom már nem tudta kiheverni, de az adminisztráció és a hadsereg egy része Harrán városába, nyugatra menekült, ahol II. Assur-uballitot kiáltották ki királyuknak. Származása ismeretlen, de neve programatikus: „Assur életre kelt”. I. Assur-uballit a Kr. e. 14. század folyamán uralkodott, és ő rázta le Asszíriáról a mitanni igát, elindítva ezzel Asszíriát a birodalom kialakításának útján.
Assur-uballit egymaga nem vehette fel a versenyt a médekkel, Babilonnal és szövetségeseikkel szemben, azonban számíthatott az ősi rivális, a szaiszi dinasztia által uralt Egyiptom uralkodója, II. Nekó támogatására, aki – természetesen Palesztina és Szíria megszerzése reményében – küldött is csapatokat. Miután Nabú-apal-uszur még Harránt is meghódította Kr. e. 610-ben, Assur-uballit egyetlen reménysége az egyiptomi segítség maradt. Nekó Kr. e. 609-ben megindult, majd miután a megiddói csatában legyőzte az őt feltartani szándékozó Jósiás királyt, lerohanta a harráni helyőrséget, és lerombolta. Végül az Eufrátesz gázlójánál, Karkemisnél rendezkedett be az új egyiptomi helyőrség.
II. Assur-uballitról Harrán visszahódítása után nem hallunk többet, feltehetően odaveszett az ostromban. Halálával Asszíria feltámadásának utolsó lehetősége is szertefoszlott, pusztulása véglegessé vált – helyét az Újbabiloni Birodalom vette át, ami hamarosan kiűzte az asszírok támogatása ürügyén teret nyerő egyiptomiakat.